# Tezele din iulie
Tezele din iulie este un nume care de obicei este atribuit unui discurs pe care dictatorul român Nicolae Ceaușescu l-a adresat în fața Comitetului Executiv al Partidului Comunist Român (PCR), pe data de 6 iulie 1971. Numele său complet era Propuneri de măsuri pentru îmbunătățirea activității politico-ideologice, de educare marxist-leninistă a membrilor de partid, a tuturor oamenilor muncii. Tezele cuprindeau 17 "propuneri", care urmau a fi dezbătute într-o plenară C.C. al P.C.R. din toamna aceluiași an.
Acest discurs oarecum Maoist a marcat începerea unei „mini Revoluții Culturale” în România Comunistă, lansând o ofensivă Neo-Stalinistă împotriva autonomiei culturale, o întoarcere la conducerea strictă a realismului socialist și atacuri asupra intelectualilor necorespunzători. Era cerută o conformare strictă, ideologică în științele umane și sociale. Competența și estetica urmau să fie înlocuite de ideologie; profesioniștii din anumite domenii urmau să fie înlocuiți de agitatori, iar cultura urma din nou să devină un instrument al propagandei politico-ideologice.
În ultima versiune din noiembrie 1971, publicate ca un document oficial al PCR, tezele aveau titlul: Expunere cu privire la programul PCR pentru îmbunătățirea activității ideologice, ridicarea nivelului general al cunoașterii și educația socialistă a maselor, pentru așezarea relațiilor din societatea noastră pe baza principiilor eticii și echității socialiste și comuniste.

## Circumstanțe
După o perioadă de Stalinism rigid, aplicat din anul 1948, viața culturală din România a avut o perioadă modestă de liberalizare și relaxare ideologică la începutul anilor '60. Acest curent a fost accelerat de Congresul al IX-lea al PCR din 1965. A apărut o generație de scriitori talentați de opoziție: Nichita Stănescu, Ana Blandiana, Gabriel Liiceanu, Nicolae Manolescu, Adrian Păunescu, și alții. Pe deasupra, la adunarea Comitetului Central din aprilie 1968, Ceaușescu l-a denunțat pe predecesorul său, Gheorghe Gheorghiu-Dej și l-a reabilitat pe Lucrețiu Pătrășcanu, executat cu numai două zile înainte ca Ceaușescu să intre în Politburo (astfel, permițându-i să pretindă nevinovăția și să scape de un rival important, Alexandru Drăghici). Acest lucru a lăsat loc pentru și mai mult spațiu de exprimare artistică. Romanul lui Eugen Barbu, Principele („Prințul”, 1969), deși făcând referire la  Epoca Fanariotă, face referire în mod clar la Gheorghiu-Dej — există chiar și un proiect de construire a unui canal, care ia viața multor constructori (o referire deghizată la Canalul Dunăre-Marea Neagră). În romanul lui Dumitru Radu Popescu, F, sunt explorate abuzurile comise în timpul colectivizării. Romanul lui Augustin Buzura, Absenții, furnizează o critică a societății contemporane, descriind criza spirituală a unui doctor tânăr.
Pentru siguranță, cenzura a rămas la fel. Alexandru Ivasiuc și Paul Goma au fost arestați din cauza participării lor la Mișcările studențești din București din 1956, iar apoi fiecare a scris câte un roman despre experiențele unui om în închisoare, precum și eforturile de a se readapta după eliberare. Romanul lui Goma, Ostinato, descrie viața din închisoare, metodele Securității și excesele colectivizării. Cenzura a cerut numeroase schimbări; apoi, Goma a publicat romanul necenzurat în Germania de Vest în toamna anului 1971. Ivasiuc, în Păsările, s-a conformat cererilor cenzorului prin justificarea arestării protagonistului și punând poliția secretă într-o lumină pozitivă. Cu toate acestea, scriitorii erau optimiști că Partidul va tolera o gamă mai largă de teme în literatura creativă.
Îmbunătățirea relațiilor dintre Statele Unite și conducătorul blocului comunist din timpul Războiului Rece, a avut un impact asupra vieții cetățenilor. O fabrică Pepsi-Cola s-a deschis la Constanța în anul 1967, produsele sale fiind promovate prin reclame de tip american. Sloganul „Pepsi, putere și energie” apărea foarte des în ziare, chiar dacă cu câțiva ani în urmă nici nu menționa produse din vest. Coca-Cola nu era produsă pe plan intern, dar putea fi găsită în baruri și „shop-uri”, magazine cu clientelă restrânsă unde produse din vest puteau fi cumpărate cu valută liber convertibilă. În anul 1968, s-a deschis primul bar studențesc în București; un scriitor de la Viața Studențească l-a descris „mese joase, lumină discretă, gumă de mestecat și țigări, Pepsi și Coca-Cola, jocuri electronice, biliard... plus câteva ore de discuții interesante. Iată de ce barul apare ca un răspuns la nevoia naturală de a comunica, pentru a face schimb de idei și opinii discordante... intr-o atmosferă relaxată”. Arta modernă americană, criticată dur în timpul realismului socialist, a început să primească note favorabile, după cum se vede în timpul unei expoziții („Pictură americană din 1945”), care s-a deschis în anul 1969, conținând lucrări ale unor artiști precum Jackson Pollock, Robert Rauschenberg și James Rosenquist. Chiar și guvernul american a fost lăudat: a urmat la scurt timp turneul mondial al lui Richard Nixon, iar aterizarea pe lună, care a apărut în publicitate, a fost difuzată în direct (în Europa de Est, doar în Iugoslavia s-a mai întâmplat asta), și a prilejuit salutări calde din partea lui Ceaușescu către Nixon și poporul american. Probabil apogeul relațiilor dintre America și România, din perioada comunistă a venit luna următoare, când zeci de mii de bucureșteni entuziasmați i-au urat bun-venit lui Nixon, care a devenit primul președinte american care a vizitat o țară din blocul de est.
După 30 de ani, Sorin Preda, care a venit în București la vârsta de 18 ani din Bacău, scrie în legătură cu scena culturală:
„Inexplicabil și în mare parte miraculos, în jurul anului 1970, timpul a încetinit dintr-o dată. Obosită, istoria a lăsat oamenii în pace pentru câțiva ani, uitând de acuzări și furia muncitorilor, de suspiciune și amintiri urâte. Era momentul artiștilor — inclusiv cei care tocmai ieșiseră din închisoare. Era momentul dezghețului. Când se juca piesa Leonce și Lena, Teatrul Bulandra era umplut până la refuz cu oameni care vin pentru a-i aclama în picioare pe Ciulei, Pintilie, Irina Petrescu și Caramitru. Marii noștri artiști plastici — Maitec, Apostu și Baba, deschideau câte o expoziție nouă aproape în fiecare lună. Ateneul și Opera vindeau până și ultimul bilet, în timp ce în biblioteci, lucrările lui Eliade, Noica, Preda, Breban, Țoiu sau Nichita Stănescu erau vândute la negru, având o audiență largă.

În anii 1970, viața în București a început să se întindă până la miezul nopții. După un concert sau spectacol, oamenii mergeau la o plimbare de recreere. Restaurantele elegante din centru erau pline de artiști și femei frumoase. Cei mai cunoscuți artiști și jurnaliști cinau la Capșa și Restaurantul Berlin, iar Mignon, primul restaurant privat a fost deschis, fiind în proprietatea fraților Chivu. Acolo puteai găsi cele mai proaspete fructe de mare, aduse chiar în acea zi din Paris cu avionul. Orașul își adula artiștii, privindu-l pe Nichita ca pe un prinț rebel, iar pe Marin Preda ca pe un patriarh. Lumina strălucea pe străzi, existând chiar și câteva reclame cu neon, de tip american. Nimeni nu se grăbea. Era timp pentru tot - pentru cărți și filme, pentru glume politice și pentru un pahar de vin bun. Pentru un moment, Bucureștiul și-a recăpătat normalitatea de după război. Un an mai târziu, Tezele din iulie vor trasa o linie invizibilă deasupra oamenilor, peste nopțile albe din București, peste toate plăcerile noastre mici și nevinovate. O rafală de vânt ca de gheață a marcat groaznica iarnă ideologică care va urma în curând. În neîncredere și naivitate, oamenii continuau să iasă, să umple teatrele și sălile de spectacol, în timp ce se pregătea plecarea definitivă din țară a lui Ciulei, Pintilie și Andrei Șerban.

Nici măcar atunci când restaurantul Mignon a fost închis, iar felinarele din centru au dispărut unul câte unul, oamenii nu au încetat să spere. Este ca și cum nimeni nu voia să creadă că totul se putea termina atât de repede, într-o întoarcere absurdă și nedreaptă a istoriei.”

## Tezele

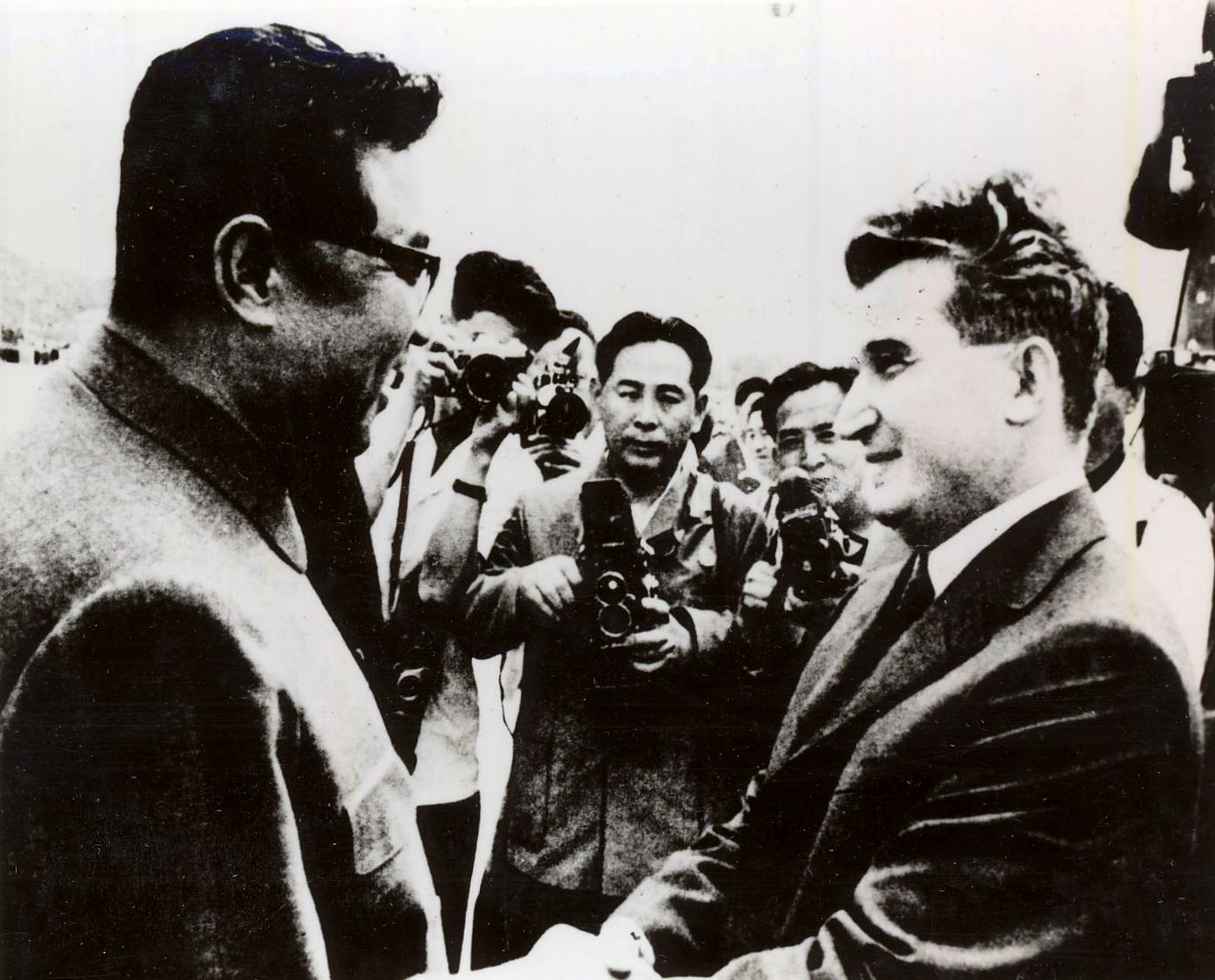
Ceaușescu se întâlnește cu Kim Ir-sen pe 15 iunie 1971

Ceaușescu a vizitat Republica Populară Chineză, Coreea de Nord, Vietnamul de Nord și Mongolia în 1971 și a fost inspirat de modelul de conducere pe care l-a găsit acolo. A fost foarte interesat de ideea transformării naționale totale realizate în programele Partidului Muncitoresc Coreean și Revoluția Culturală Chineză. La scurt timp după întoarcerea în țară a început să imite sistemul nord coreean, influențat de filozofia Juche a președintelui nord coreean Kim Ir-sen. Cărțile coreene despre Juche au fost traduse în limba română și distribuite în toată țara.
La întoarcerea sa a emis Tezele, care conțineau 17 propuneri. Printre acestea erau: creșterea continuă în „rolul de conducere” al Partidului; îmbunătățirea educației și a acțiunii politice a Partidului; participarea tinerilor la proiecte mari de construcție ca parte a muncii patriotice; o intensificare a educației politico-ideologice în școli și universități, dar și în organizațiile de copii, tineri și studenți (precum Uniunea Tineretului Comunist și afilierile sale); și o expansiune a propagandei politice, folosind radioul și televiziunea în acest scop, precum și edituri, cinematografie, teatru, operă, balet, uniunile artiștilor, etc., promovând un caracter „militant, revoluționar” în producțiile artistice. Liberalizarea din 1965 a fost condamnată și un index de cărți și autori interziși a fost restabilit.
Deși prezentate în termeni de „Umanism socialist”, tezele au marcat de fapt întoarcerea realismului socialist, reafirmând o bază ideologică pentru literatură pe care, teoretic, partidul a abandonat-o. Diferența a fost adăugarea de către Partidul Comunist Român naționalismului-sponsorizat în istoriografie; citându-l pe Nicolae Iorga într-un alt discurs din iulie 1971, Ceaușescu a afirmat că „omul care nu scrie pentru întregul său popor nu este un poet”, și s-a prezentat ca un apărător al valorilor românești (o intensificare a cultului personalității).

## Impact

### Politica resurselor umane
Creșterea rolului de conducere al Partidului a implicat o mărire a responsabilităților la nivel central, dar și local.
Membrii ai Comitetului Central, care au fost activi la promovarea „dezghețului” din anii '60, nu erau convinși de corectitudinea „noii abordări” a lui Ceaușescu. Prin urmare, figuri importante ale PCR, precum Ion Gheorghe Maurer, Gheorghe Apostol, Alexandru Bârlădeanu și alții au fost eliminați din structurile Partidului. Deși nu erau curățări de tip Stalinist, membrii nedoriți ai Comitetului Central erau obligați să demisioneze sau primeau sarcini minore. Aceștia erau înlocuiți de o nouă generație de lideri, al căror merit principal era credința în Ceaușescu. Elena Ceaușescu, care fusese deja numită președinte al Consiliului Național al Dezvoltării Științifice, a fost apoi numită membru al Consiliului Suprem al dezvoltării Economice și Sociale și Prim Vice-Prim Ministru. Atât Elena cât și Nicolae Ceaușescu au fost aleși ca membri ai Academiei Române.
La nivel județean, organizarea anterioară, în care fiecare județ avea un președinte al consiliului județean, care avea responsabilități administrative și un secretar al organizației județene de Partid, a fost schimbată. Ambele responsabilități au fost atribuite secretarului de Partid, care era singurul lider la nivel județean. Sarcina sa principală era sa se asigure că directivele de Partid erau aplicate corect.
În timpul anilor '60, în multe întreprinderi, responsabilitățile de conducere erau atribuite unor specialiști care nu erau membrii de Partid. De asemenea, în universități, erau numiți profesori sau asistenți fără ca aceștia să fie membri de partid, iar studenții care fuseseră exmatriculați din universități din motive politice în anii '50, le era permis acum să își termine studiile. Cu toate acestea, pentru a asigura întărirea rolului de conducere al Partidului, mulți directori și profesori care nu intraseră în Partid precum și cei care erau considerați a nu fi de încredere erau demiși din funcție. De asemenea, erau puse condiții politice stricte pentru cei care intenționau sa își continue studiile postuniversitare. Diplomele de doctor puteau fi acordate doar de candidați care erau aprobați de comitetele județene de Partid, iar apoi verificați de Consiliul Național de Cercetare Științifică, prezidat de Elena Ceaușescu. Consecințele acestor politici a fost înrăutățirea calității predării din universități și alte activități.
De asemenea, din cauza Tezelor, programa universităților s-a schimbat. A crescut importanța Academiei Ștefan Gheorghiu, iar urmarea cursurilor ei de îndoctrinare a devenit esențială pentru membrii de partid care aspirau la poziții de conducere în partid. Unele discipline, precum sociologia au fost scoase din programa universităților și adăugate la această academie.
Politica resurselor umane a creat un val de emigrări, care au inclus nu numai experți de nivel înalt, dar și persoane cu calificări medii. În timp ce majoritatea dezertorilor aveau abilități tehnice, ceea ce le oferea o șansă mai mare de a reuși în țările vestice, existau și multe persoane care au emigrat cu șanse limitate de succes, precum actorul Cristea Avram sau scriitorul Petru Popescu, care au reușit să se adapteze la noul mediu și să își continue carierele în străinătate.

### Impactul cultural
În special după Congresul Scriitorilor din 1968, liderii partidului au început să intre în conflict cu scriitorii; mai devreme în acel an, Ceaușescu a anunțat: „Libertatea cetățeanului nu se află în contradicție cu cererile și nevoile generale ale societății, ba dimpotrivă, ea servește acestor interese.” Ceaușescu a reușit să aducă de partea sa numeroși intelectuali (mulți dintre ei fiind foști apolitici sau chiar opozanți) și să îi aducă în partid după ce a criticat Pactul de la Varșovia și invadarea Cehoslovaciei, dar cu toate acestea, partidul a început să intensifice conflictele între scriitori ca grup și între ei și partid. În 1970, premiile pentru literatură au adus partidul în conflict direct cu Uniunea Scriitorilor. În urma acestui conflict, partidul și-a recuperat privilegiul de a oferi astfel de premii și să determine standardele de valoare.
În ciuda acestor presimțiri de conflict, tezele, cu promisiunea lor de neostalinism, au sosit ca un șoc. Partidul trebuia sa supravegheze meticulos implementarea tezelor, dar nu a reușit să facă asta cu aceeași eficacitate ca în anii '50. Într-o anumită măsură, acest lucru s-a datorat comunității artistice, care a fost amorțită de propuneri, iar apoi stârnită într-un front comun temporar împotriva lor. Zaharia Stancu și Eugen Jebeleanu, asociați vechi ai regimului, s-au alăturat protestului scriitorilor tineri, precum Buzura, Păunescu, Popescu și Marin Sorescu. Leonid Dimov și Dumitru Țepeneag au denunțat propunerile difuzate la Radio Europa Liberă în Paris, iar Nicolae Breban, editor șef la România Literară, a demisionat cât timp era în Germania de Vest și a atacat tezele într-un interviu oferit ziarului Le Monde. Scriitorii au apărut combativ la o întâlnire cu Ceaușescu la Neptun.
Partidul a lansat propriile sale măsuri. De exemplu, în decembrie 1971 a fost lansată o lege care interzicea difuzarea sau publicarea în străinătate a oricărui material scris care ar putea dăuna interesului statului. Cetățenilor români le era de asemenea interzis contactul cu posturi de radio sau ziare străine, acestea fiind considerate ostile României. Cineva care a prezentat un volum de poezie unui critic pentru evaluare a fost judecat pentru că a scris un vers „ostil”; deși criticul a venit să îl apere, un tribunal militar l-a condamnat la 12 ani de închisoare.
Cu toate acestea, înaintea Conferinței Naționale a Scriitorilor din mai 1972, solidaritatea inițială a scriitorilor a fost distrusă de lupte interne, care nu au fost stârnite de partid (care s-a retras temporar). După ce Ștefan Bănulescu a demisionat din funcția de editor la Luceafărul, Păunescu s-a luptat cu Fănuș Neagu pentru această funcție, care apoi a fost luată de altcineva, făcându-l pe Neagu să părăsească opoziția. Susținători inițiali ai tezelor au fost Eugen Barbu, Aurel Baranga și Mihnea Gheorghiu; Nichita Stănescu a susținut de asemenea că le-a primit cu o „bucurie deosebită” și le-a văzut ca „un adevărat ajutor pentru cultură”. Scriitorii au simțit o ușoară invidie atunci când Țepeneag a fost tradus în limba franceză, iar Goma a avut succes în Germania de Vest; partidul a exploatat acest lucru, convingând Uniunea Scriitorilor să organizeze congresul din 1972 cu delegați aleși printr-un vot secret și nu printr-o întrunire generală — delegații vor alege unul din cele două nume care le sunt oferite. Până la Conferința Națională a Partidului, strategiile elitei culturale și conflictele care au dominat anii '70 și '80 s-au cristalizat. Disidenta Monica Lovinescu descrie patru trăsături ale scenei literare din România până în 1989: curaj intermitent; statutul social transformat într-un criteriu estetic; eficacitatea unor metode de corupere și o rupere între generații, cu mulți opozanți tineri gata să compromită și niște scriitori bătrâni gata să reziste.
Partidul a oferit redevențe și pensii mai mari, jucându-se cu invidia scriitorilor, care a dus la excluderea lui Goma și Țepeneag, care nu au fost aleși prin vot secret și au fost fluierați când au vorbit la delegația de dinaintea conferinței; acolo s-a stabilit de asemenea faptul că Goma nu avea talent. În timp ce scriitori precum Ana Blandiana, Buzura, Ștefan Augustin Doinaș și Marin Sorescu au refuzat să se conformeze, menținând integritatea morală și artistică, Goma și Țepeneag au fost luați la țintă pentru pregătirea lor de a se împotrivi dictaturii culturale a partidului. Alți scriitori se temeau să nu își piardă privilegiile și că partidul ar putea folosi Tezele pentru a aduce noi „scriitori” într-o uniune rebelă.
De asemenea, ca un rezultat al Tezelor, sociologia a fost eliminată ca disciplină universitară, rămânând să fie predată doar la Academia Ștefan Gheorghiu a partidului. Numărul celor cărora le era permis să studieze discipline non-tehnice a fost redus considerabil; au fost publicate mai puține cărți; iar privilegiile acordate până atunci intelectualilor au fost reduse. În 1974, Academia de Științe a fost forțată să o accepte pe Elena Ceaușescu ca membru, iar apoi ca director; aceasta a politizat-o atât de mult, încât prestigiul și multe din cercetările serioase au fost distruse.